# Xã Huntington, Quận Lorain, Ohio
Xã Huntington (tiếng Anh: Huntington Township) là một xã thuộc quận Lorain, tiểu bang Ohio, Hoa Kỳ. Năm 2010, dân số của xã này là 1.341 người.